# Poliagua
Poliagua fue una hipotética forma polimerizada de agua que fue objeto de mucha controversia científica a fines de la década de 1960, descrita por primera vez por el científico soviético Nikolai Fedyakin. En 1969, la prensa popular había tomado nota de los intentos occidentales de recrear la sustancia y despertó temores de una "brecha de poliagua" entre Estados Unidos y la Unión Soviética. La creciente atención de la prensa trajo consigo también una mayor atención científica, y ya en 1970 comenzaron a circular dudas sobre su autenticidad.    En 1973 se descubrió que era una ilusión, que se trataba simplemente de agua contaminada con una serie de compuestos comunes.  Hoy en día, la poliagua es más conocido como un ejemplo de ciencia patológica. 

## Historia
En 1961, el físico soviético Nikolai Fedyakin, que trabajaba en el Instituto Tecnológico de Kostroma, Rusia, realizó mediciones de las propiedades del agua que había sido condensada o forzada repetidamente a pasar a través de estrechos tubos capilares de cuarzo. Algunos de estos experimentos dieron como resultado lo que parecía una nueva forma de agua con un punto de ebullición más alto, un punto de congelación más bajo y una viscosidad mucho mayor que el agua común (aproximadamente la de un jarabe).  
Boris Derjaguin, director del laboratorio de física de superficies del Instituto de Química Física de Moscú, se enteró de los experimentos de Fedyakin. Mejoró el método para producir nueva agua y, aunque todavía producía cantidades muy pequeñas de este misterioso material, lo hizo sustancialmente más rápido que Fedyakin. Las investigaciones de las propiedades del material mostraron un punto de congelación sustancialmente más bajo de −40 °C o menos, un punto de ebullición de 150 °C o mayor, una densidad de aprox. 1.1 a 1.2g/cm 3, y mayor expansión con el aumento de la temperatura. Los resultados se publicaron en revistas científicas soviéticas y se publicaron resúmenes breves en Resúmenes Químicos (Chemical Abstracts en inglés), pero los científicos occidentales no tomaron nota del trabajo.
En 1966, Derjaguin viajó a Inglaterra para las "Discusiones de la Sociedad Faraday" en Nottingham. Allí presentó nuevamente el trabajo y esta vez los científicos ingleses tomaron nota de lo que él llamó agua anómala. Los científicos ingleses comenzaron luego a investigar este efecto y en 1968 ya se estudiaba también en Estados Unidos.
En 1969, el concepto se había extendido a periódicos y revistas.   Había miedo por parte del ejército de los Estados Unidos de que existía una denominada "brecha de poliagua" con la Unión Soviética, un término popular en los medios de comunicación que indica una posible "brecha" o discrepancia de capacidad entre los Estados Unidos y la Unión Soviética, popularizada por la exageración mediática de la "brecha de los bombarderos" y la "brecha de los misiles", durante períodos en que la URSS parecía estar superando a los Estados Unidos en números de estas diversas armas. 
Durante este tiempo, varias personas cuestionaron la autenticidad de lo que llegó a conocerse en Occidente como poliagua. La principal preocupación era la contaminación del agua, pero los periódicos se esforzaron en destacar el cuidado que se tomó para evitarlo. Denis Rousseau y Sergio Porto de Bell Labs realizaron un análisis del espectro infrarrojo que mostró que el poliagua está compuesto principalmente de cloro y sodio. 
Denis Rousseau realizó un experimento con su propio sudor después de jugar un partido de balonmano en el laboratorio y descubrió que tenía propiedades idénticas. Luego publicó un artículo que sugería que el poliagua no era más que agua con pequeñas cantidades de impurezas biológicas. 
En agosto de 1973, Derjaguin y NV Churaev publicaron una carta en la revista Nature en la que escribieron: "estas propiedades [anómalas] deberían atribuirse a impurezas más que a la existencia de moléculas de agua polimérica". 
Se ha sugerido que el poliagua debería haber sido descartado por razones teóricas. Las leyes de la termodinámica predijeron que, dado que el poliagua tenía un punto de ebullición más alto que el agua común, significaba que era más estable y, por lo tanto, toda el agua de la Tierra debería haberse convertido espontáneamente en poliagua, en lugar de solo una parte de ella. Richard Feynman comentó que si tal material existiera, entonces existiría un animal que ingeriría agua y excretaría poliagua, utilizando la energía liberada del proceso para sobrevivir. 

## En la ficción
Los episodios "Horas desesperadas" (Star Trek, 1966) y su secuela, "El presente inexorable" (Star Trek: La Nueva generación, 1987) involucran formas de intoxicación por poliagua. En el episodio original, un puesto de investigación científica es víctima del poliagua, lo que provoca que la tripulación quede tan incapacitada que todos mueren después de apagar los controles ambientales en el complejo. En la secuela, una nave de la Flota Estelar es descubierta a la deriva, con su tripulación congelada en varios estados debido a una intoxicación por poliagua.
El cuento "Polywater Doodle" de Howard L. Myers (que escribía bajo el seudónimo de "Dr. Dolittle") apareció en la edición de febrero de 1971 de Analog Science Fiction and Fact. Presenta un animal compuesto enteramente de poliagua, con el metabolismo descrito por Richard Feynman.